# 庄严弥撒 (贝多芬)

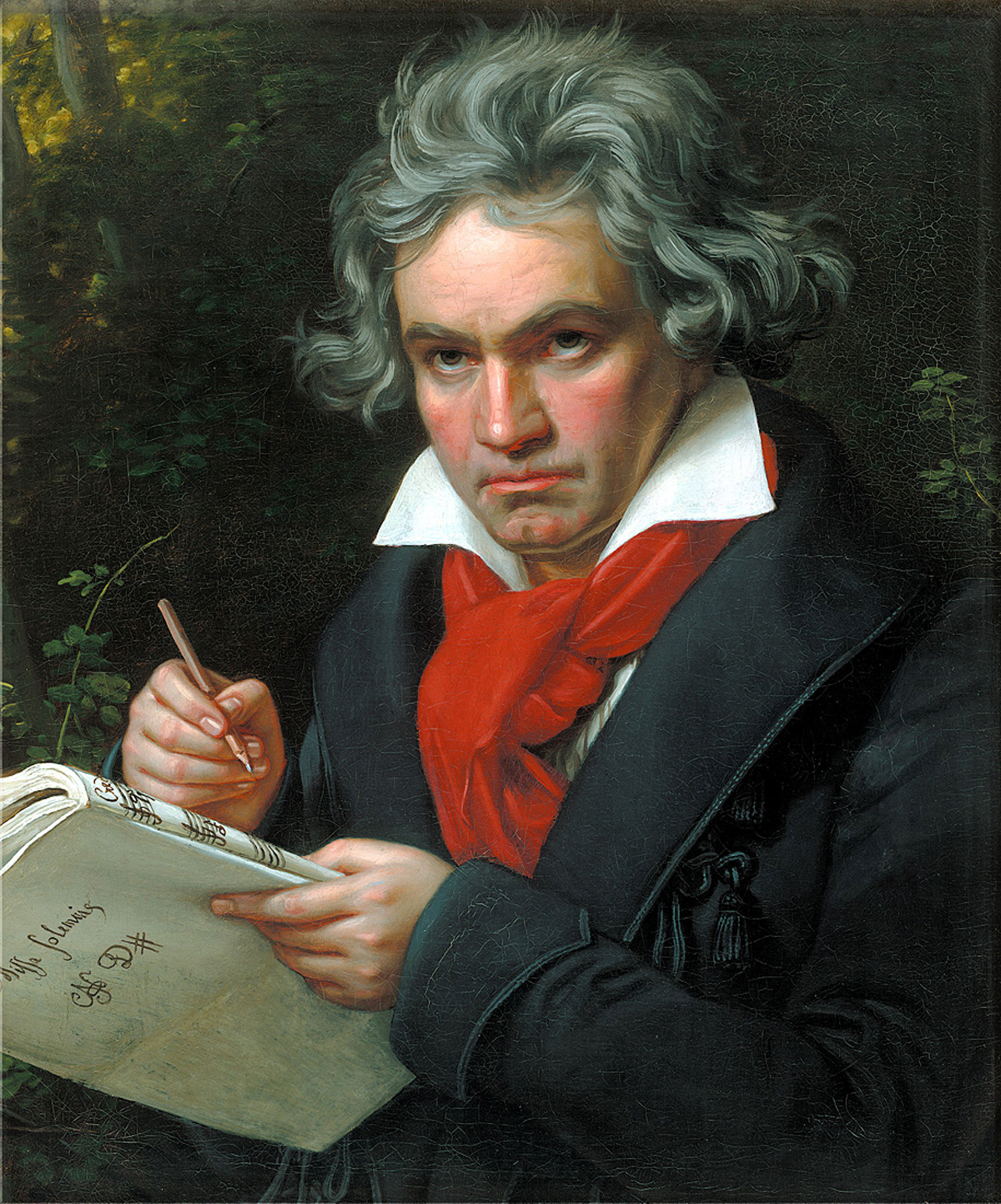
贝多芬的著名肖像，其中作曲家手执《庄严弥撒》乐谱。约瑟·卡尔·斯蒂勒（Joseph Karl Stieler）绘。

《D大调庄严弥撒》，作品123是路德维希·范·贝多芬于1819年至1823年间创作的庄严弥撒（missa solemnis）作品。与小型弥撒（或称“短弥撒” missa brevis）相对，庄严弥撒通常被用于特殊节日的大型庆典中，因此，彌撒的常用經文（稱為常規彌撒：missa ordinarium）中的每篇经文都会被配以相对独立并有一定篇幅的音乐段落，并且在乐队及合唱编制上也较小型弥撒要大得多。该作品被认为是贝多芬最伟大的成就之一，但其知名度不如同时期贝多芬创作的《第九交响曲》和晚期钢琴奏鸣曲高。

## 作曲背景
该作品是贝多芬创作的第二部弥撒（第一部是名气较小的Op.86《C大调弥撒》）。在1824年4月7日在圣彼得堡首演，同年5月7日在维也纳进行了不完整的演出（仅包括第一、第三和第五部分）。

## 分析

### 配器
|  | 人聲 混声四部合唱团 4 独唱 女高音 女低音 男高音 男低音 | 木管乐器 2 长笛 2 双簧管 2 单簧管 2 巴松管 低音巴松管 铜管乐器 4 圆号 2 小号 3 长号 | 2 定音鼓 管风琴 弦乐器 第一、第二小提琴 中提琴 大提琴 低音提琴（需要到低音C） |

依照工具書《管弦樂作品手冊》指示，除人聲部分外，上述之配器可簡記為"2 2 2 *3—4 2 3 0—tmp—org—str"。

### 结构
该作品是符合常规的弥撒，有五个部分：
1. 垂怜曲（Kyrie）：该部分是传统的ABA'结构，合唱部分有古风，由复调段落进入“基督垂怜”，并引出四位独唱来。
2. 光荣颂（Gloria）：该部分对经文的各句进行了多彩的诠释。开头对节奏的运用十分多样化。一个大型的赋格段过了，音乐在起始动机重现后结束。
3. 信经（Credo）：该部分十分非同寻常。以一个大和弦开始，这一和弦将在后面的模进中起到重要作用。这部分的歌词行进也相当快。从基督化为肉身到十字架一幕，情感张力增强，之后的复活一段则是清唱。结束处的赋格难度相当高，之后速度加倍，在令人激动的气氛中结束。
4. 欢呼颂（Sanctus）：该部分开头的三呼圣哉比较符合常规，但随后的小提琴高音独奏十分引人注目。这一乐段象征着圣灵降临，也带出了整个弥撒曲中最舒缓动人的部分之一。
5. 羔羊颂（Agnus Dei）：该部分以男声起头，并渐渐变为明亮的祈祷“赐我们和平”，并加入了田园风格。在复调的发展部之后，突然被军乐声打断，开头的祷告重现，并最终恢复回来，经过坚定的重申后结束。

全长约80至85分钟。

## 评价与解读
该作品无论是对乐队还是歌唱者而言，都要求相当高的技巧。贝多芬频繁地使用节拍、力度和速度上的变化，营造了强烈的效果。比如开头的“垂怜（Kyrie）”的Ky和ri两个音节都由强或特强唱出，但最后的e立刻转为弱。第三部分《信经》中的赋格旋律线十分复杂，速度奇快，也需要乐手高超的驾驭能力。《欢呼颂》中的小提琴独奏，以及其它部分的巴松管段落，也需要很娴熟的技巧。该作品不仅难度高，规模大，篇幅也很长，因而不常被业余乐手所演出。
长久以来，该作品被认为是贝多芬不大寻常的作品。贝多芬特有的发展手法被宏大的赋格段代替；他晚期对变奏曲式的热爱也没有得到体现。该作品中的音乐有更强的叙述性，很少有重复，尤其是在较长的第二、第三部分中。分析家阿多诺（Adorno）指出，贝多芬是刻意地回归
若斯坎·德普雷、约翰内斯·奥克冈等文艺复兴时期复调大师的传统。另一位评论家唐纳德·托维（Donald Francis Tovey）更强调了贝多芬与传统之间的联系：
|  | 就是巴赫和亨德尔也很少有这样的空间和音效的感觉。贝多芬的前人，几无能如此贴近帕莱斯特里纳，发现其部分失传秘密者。《庄严弥撒》中的每一个和弦、对位、音程和不协和之处，都有着极其激动人心的独特色彩，可谓前无古人后无来者。 |

但毋庸置疑，这部作品是贝多芬绝无仅有的直接表达神和宗教主题的作品。有些评论家认为该作品对唱词的发音处理十分正统，并且对《信经》的部分语句进行了详略的处理，这是贝多芬在向保守的宗教信条方面靠拢；整个弥撒中心部分的不断强调，也是作曲家虔诚信仰的流露。但对于贝多芬的信仰问题，历来都有争议，因为他的作品中也有鲜明的异教和泛神论思想。

### 參照
1. ↑  Elliot Forbes (ed.), Thayer's Life of Beethoven, Princeton, 1970, vol. II, p. 908, p. 925
2. ↑  Daniels, David.  3rd ed. Lanham: Scarecrow Press, Inc. 1996: 52. ISBN 0-8108-3228-3.